# Setelacher fasciatus
Setelacher fasciatus är en stekelart som beskrevs av Boucek 1988. Setelacher fasciatus ingår i släktet Setelacher och familjen finglanssteklar. Inga underarter finns listade i Catalogue of Life.